# Wells Fargo Open 1982
Wells Fargo Open 1982 — жіночий тенісний турнір, що проходив на відкритих кортах з твердим покриттям Rancho Bernardo Inn у Сан-Дієго (США). Належав до Toyota Series в рамках Туру WTA 1982. Турнір відбувся вп'яте і тривав з 26 липня до 1 серпня 1982 року. Перша сіяна Трейсі Остін здобула титул в одиночному розряді, свій четвертий підряд на цьому турнірі, й отримала за це 22 тис. доларів США. 

## Фінальна частина

### Одиночний розряд
Трейсі Остін —  Кеті Ріналді 7–6(7–5), 6–3
- Для Остін це був 1-й титул в одиночному розряді за сезон і 30-й (останній) - за кар'єру.

### Парний розряд
Кеті Джордан /  Пола Сміт —  Патрісія Медрадо /  Клаудія Монтейру 6–3, 5–7, 7–6(7–3)

## Розподіл призових грошей
| Дисципліна       | П       | F       | ПФ     | ЧФ     | 1/8    | 1/16 | 1/32 |
| Одиночний розряд | $22,000 | $11,000 | $5,575 | $2,600 | $1,300 | $700 | $350 |